# Tossal d'Orriols
El Tossal d'Orriols és una muntanya de 1.913 metres que es troba al municipi de Castellar de n'Hug, a la comarca catalana del Berguedà.